# Sterculia pruriens
Espèce
Classification APG III (2009)
Statut de conservation UICN

 LC  : Préoccupation mineure
Synonymes
Selon  :
- Ivira pruriens Aubl. - Basionyme
- Sterculia pruriens var. grandiflora Ducke
- Sterculia pruriens var. parviflora Ducke

Selon  :
- Clompanus pruriens (Aubl.) Kuntze
- Ivira pruriens Aublet - Basionyme
- Sterculia crinita Cav.
- Sterculia pruriens var. grandiflora Ducke
- Sterculia pruriens var. pruriens (Aubl.) K.Schum., 1886

Sterculia pruriens est une espèce d'arbre de la famille des Malvaceae (anciennement Sterculiaceae).
En Guyane, on appelle ce grand arbre Mahot-cochon (créole : « cochon » parce que le Pécari à lèvre blanche consomme ses fruits tombés au sol), 
Ɨwisī (Wayãpi), Vit itaibi purubumna, Pakih amahwa (Palikur), Kobe (Paramaka), Tacacazeiro, Xixé (Portugais),, Toutou (Galibi).
Au Guyana, on le connaît sous les noms de Karabipo, Saraurai (Akawaio), Maho (Arawak), Kara (Macushi (ca)), Ranai (Wapishana), Small leaf maho, Smooth leaf maho, Bushcow maho, Real maho (Créole du Guyana), Omose, Maipyuri omoserï (Caribe).
Au Brésil, on le nomme Axixá, Castanha-de-periquito, Capoti, Embira, Envira-quiabo, Ibira, Tacacazeiro, Xixá, Xixá-brava.

## Description
Sterculia pruriens est un grands arbre haut de 25-30(-35) m, pour un tronc d'environ à 30 cm de diamètre, avec des contreforts peu développés, bas, étalés et épais.
Les petits rameaux, branches et jeunes feuilles sont tomenteux-ferrugineux (couvertes de poils bruns et étoilés).
L'écorce externe, portant des lenticelles éparses, est de couleur gris-blancheâtre à brun clair, s'exfoliant en plusieurs plaques irrégulières facilement détachables. 
L'écorce interne (liber) est fibreuse, de couleur rose chair à rouge foncé ou brun orangé, 
Son bois est blanc.
Le bourgeon végétatif terminal est long de 3 à 5 mm, de forme ovoïde, hétérotriches, à épaisse couche de poils courts, entrecoupés de poils plus longs, non luisants. 
Les stipules sont de forme étroitement elliptique, longs d'environ 5 mm, densément poilu, et caduques.
Le pétiole est long d'environ 5 à 16 cm, finement pubescent, pulviné à l'apex.
Les feuilles sont simples, alternes, entières (non palmées ou lobées), groupées à l'extrémité des branches, à nervation palmée, à marges entières (les feuilles juvéniles sont parfois 3-palmatilobés avec des sinus modérés à profonds, à base tronquée, à sommet court à longuement acuminé, glabre sur la face adaxiale, pubescent sur la face abaxiale, avec des poils étoilés sessiles à 4 rayons apprimés de longueur ± égale).
Le limbes est de forme oblongue-elliptique à elliptique, mesurant 14,5-28 x 6-16 cm, glabre au-dessus (densément pubescent apprimé quand il est jeune), densément pubescents brun rougeâtre avec de petits poils étoilés sur la partie inférieure, à base arrondie, obtuse à tronquée, parfois subcordée, à apex aigu à courtement acuminé, à marges légèrement révolutes.
Les nervations tertiaires et d'ordre supérieur sont peu développées et à peine discernable.
Les inflorescences sont des panicules axillaires, lâches, plus ou moins dressés, pubérulents à tomentelleux, longs de 8,5 à 17(25) cm, et comportant plus de 10 fleurs.
Inflorescences plus ou moins dressées, lâches, de 8,5 à 17(25) cm de long, finement pubescentes brun rougeâtre, se dressant avec la croissance de feuilles plus récentes et plus petites (environ 6,5 à 9,5 x 35 à 5 cm), 
Les fleurs sont zygomorphes, de couleur jaunâtres, unisexuées, avec des fleurs mâles et femelles présentes dans l'inflorescence.
Le calice  est long d'environ 12 mm, campanulé à 5 lobes étalés, de forme lancéolée à ovale, mesurant 8-10 x 3-4 mm, de couleur verte ou jaune à l'extérieur, rouge rosé à l'intérieur (les fleurs plus âgées devenant entièrement rouge).
Il est densément étoilé-pubescent à l'extérieur, et étoilé- glanduleux-pubescent à l'intérieur , avec de courts poils vermiformes cellulaires sous l'appendice du calice et l'anneau avec des papilles autour de la gorge du calice.
Les pétales sont absents.
Les fleurs mâles portent un groupe irrégulier d'anthères sessiles au sommet du long tube staminal.
Les fleurs femelles portent sur le gynophore 5 carpelles libres devenant ligneux par la suite.
Les fruits sont des follicules, à déhiscence ventrale, à bec acuminé, oblique sur environ 0,3 cm, mesurant (2,6 x 2,1 x 1,7-)4 x 3,3 x 2,5(−7 x 5,5 x 4,5) cm, avec un stipe long de 0,7-2,3 cm, pour (0,3-)0,5(−0,7) cm d'épaisseur, tomenteux velouté, ridés, de couleur vert rougeâtre à vert jaunâtre.
Le gynophore est long de 2 cm.
Chaque follicule contient 1(2) graine(s) blanche(s), de 2-3 cm de diamètre, enchâssée(s) dans des poils épineux jaune doré, , ,
, , .

### Taxon infra-spécifique
Sterculia pruriens compte une variété :
- Sterculia pruriens var. glabrescens E.L.Taylor

## Répartition
Sterculia pruriens est présent au Venezuela (Delta Amacuro, Bolívar, Amazonas, Mérida, Miranda), au Guyana, au Suriname, en Guyane, en Équateur, au Pérou, et au Brésil.

## Écologie
Sterculia pruriens est un grand arbre commun dans les forêts pluviales, marécageuses et autour des cours d'eau, commun dans les forêts anciennes de Guyane. Il pousse au Venezuela dans les forêts sempervirentes de plaine, forêts galeries, 100–300 m
Il est très commun dans les forêts pluviales, marécageuses, les berges des cours d'eau, les pentes boisées et les forêts de savane des Guyanes.
En Guyane, Sterculia pruriens pousse dans les forêts de terre ferme (non inondées), fleurit en septembre, octobre, novembre, et fructifie en novembre.
Sterculia pruriens fleurit principalement de novembre à février, et fructifie vers mars au Suriname.
Il est commun dans les forêts mixtes et secondaires du nord-ouest du Guyana. 
Les graines sont disséminées par les rongeurs et les singes.
L'ouverture liée à une coupe sélective a favorisé sa croissance en diamètre dans une station expérimentale du Pará (Brésil).
On a étudié les effets de la litière d'une plantation forestière de Sterculia pruriens sur les vers de terre et la microflore du sol.

## Utilisations

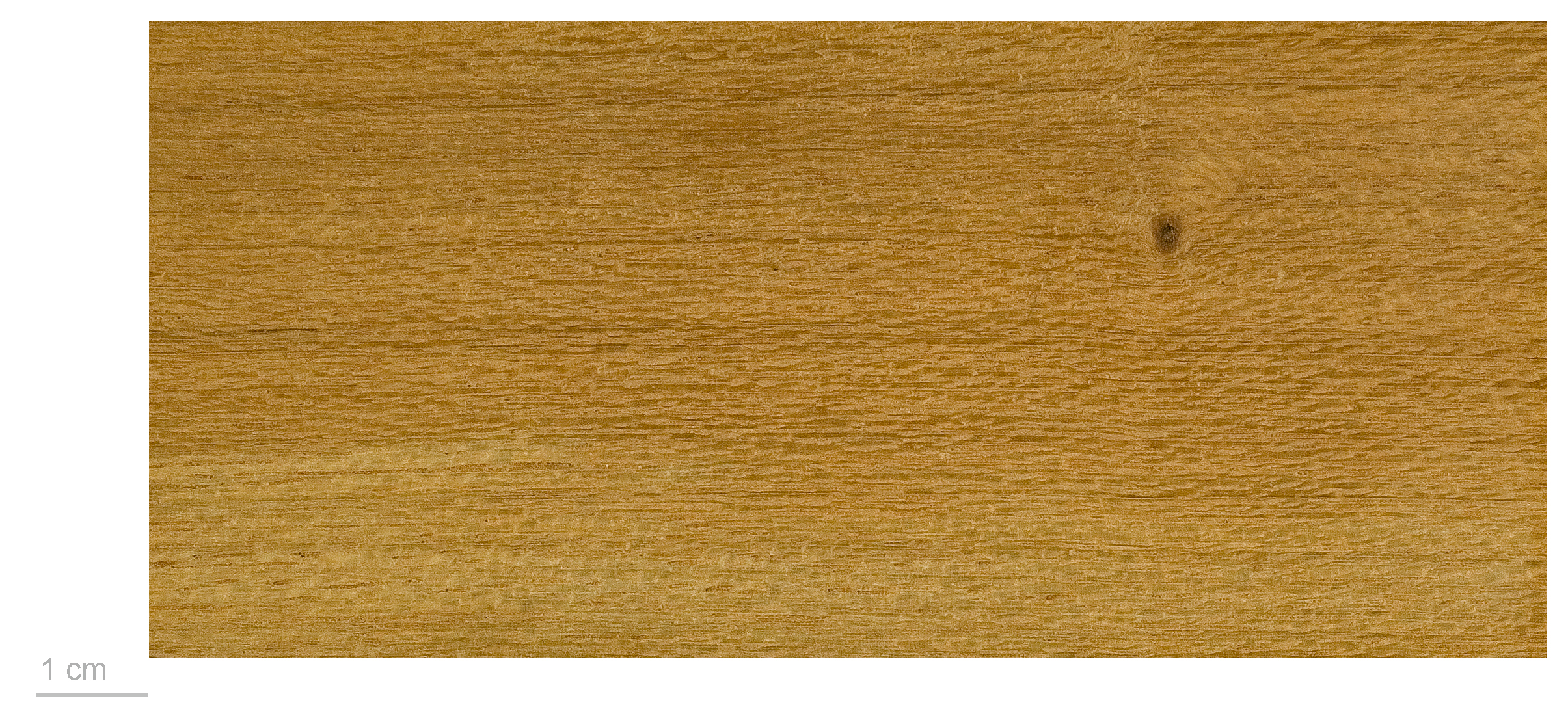
Bois de Sterculia Pruriens.

Le bois de cet arbre est recommandé pour de nombreux usages : intérieur de contreplaqué, face ou contreface de contreplaqué, panneaux de fibre ou de particules, panneau latté, menuiserie intérieure, emballage-caisserie, excellente pâte à papier, coffrage, lambris, charpente légère, meuble courant ou éléments, placage tranché, parquet, sièges, cercueils,, charbon de bois et de bois de chauffe.
Ses fruits peuvent être utilisés pour nourrir la faune. On peut aussi l'employer pour faire des haies.
Les fibres de l'écorce sont d'une grande résistance (comme les autres Mahots) et peuvent être utilisées pour fabriquer des cordes,.
Au Guyana, presque toutes les communautés amérindiennes tressent puis commercialisent des paniers de charge, à partir des racines aériennes de Sterculia pruriens var. pruriens, avec des sangles de portage de tête faite à partir de lanières d'écorce.
La cendre de son bois mélangée à du tabac est prisée pour soigner les gros rhumes, notamment chez les créoles de Guyane. Ses feuilles sont réputées avoir des vertus magiques pour faciliter à la chasse au daguet rouge chez les Palikurs.
En Colombie, les Taiwano utilisent la cendre des feuilles mélangée à de la graisse ou de l'huile comme onguent capillaire lorsque le cuir chevelu présente des plaies ou des boutons infectés (10)
.

Notons que plusieurs espèces de Sterculia contiennent de la caféine dans les feuilles et les graines.

## Protologue
En 1775, le botaniste Aublet rapporte ceci : 

« IVIRA. (Tabula 279.) 

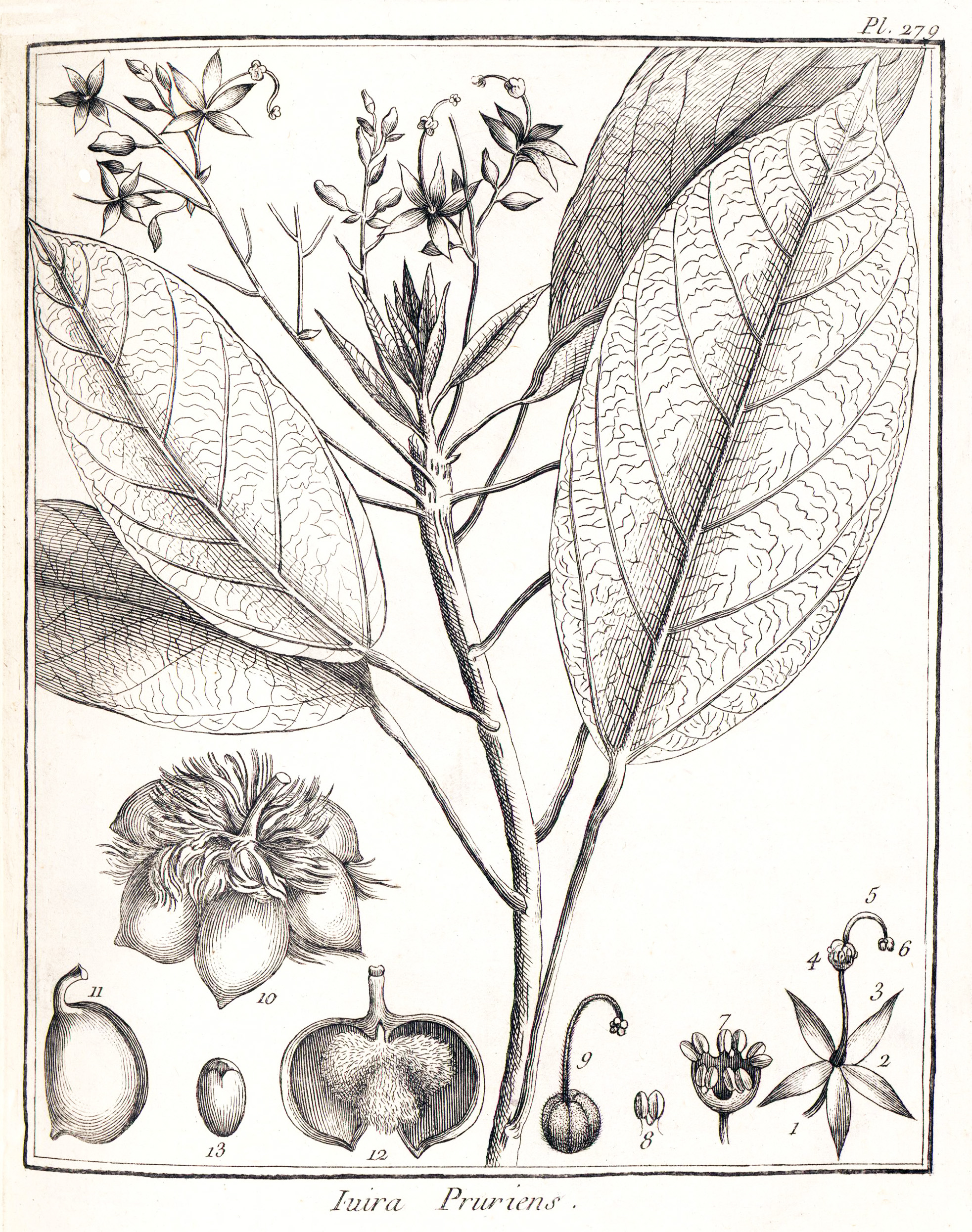
Sterculia pruriens d'après Aublet, 1775
Pl. 279 : L'on a groſſi le calice, un ſommet d'étamine, l'ovaire. La fleur & la graine ſont de grandeur naturelle, de même que les poils qui ſont à la baſe des capſules. A l'égard des capſules elles ſont diminuées des deux tiers. - 1. pédoncule de la fleur. - 2. Eſpèce de calice à cinq diviſions. - 3. Pivot qui eſt terminé par un diſque en forme de coupe. - 4. Diſque en forme de coupe qui porte les étamines & renferme l'ovaire. - 5. Style. - 6. Stigmate. - 7. Diſque ſéparé. Étamines. - 8. Étamine ſéparée. - 9. Ovaire. Style. Stigmate. - 10. Fruit compoſé de cinq capſules. - 11. Capſule ſéparée. - 12. Capſule ouverte en deux valves. Graines enveloppées de poils roux & très piquans. - 13. Graine ſéparée.

CAL. Perianthium monophyllum, concavum, quinquepartitum laciniis oblongis, acutis, patulis, extus luteis, intus rubeſcentibus, apice luteis. 
COR.
STAM. Cupula extus & intus piloſa, quinquedentata, denticulis bifidis, longo pedicello ſuffulta, e fundo calicis emergente. Antheræ decem, ovatæ, oblongæae, bivalves, cupula denticulis affixæ.
PIST. Germen ovatum, in fundo cupulas, villoſum, quinqueſtriatum. Stylus longus, incurvus. Stigma quinque-radiatum. 
PER. Capſule quinque, quandoque binæ, ternæ aut quaternæ, uniloculares, ſubreni formes, coriaceæ, apice acuto, ſubrotundæ, ſubcompreſſæ, pedunculo brevi innixæ, ad baſim fibris numerous, villoſis, craſſis, rigidis, rufeſcentibus, cinetæ.
SEM. quatuor, quinque, ovata, pilis capillaceis, ruffis, rigidis, acutiflimis, involuta. 

IVIRA pruriens. (Tabula 279.)
Arbor trunco ſexaginta-pedali & amplius, ad ſummitatem ramoſiſſimo ; ramis late expanſis. Folia alterna, ampla, ovata, acuta, ſuperne viridia, inferne tomentoſa, aſpera, rufeſcentia, rigida, intergerrima, longe petiolata. Stipule binæs, exiguæas, deciduæ. Flores terminales, paniculati, ramis & pedunculis ad baſim ſquamula munitis, paniculas plures, alternatim ſitæa, infra gemmam folioſam.
Florebat Octobri ; fructum ferebat Maio. 
Habitat in ſylvis Sinémarienſibus, & prope amnem Galibienſem. 
Nomen Caribæum TOUROU-TOUROU & IVIRA; Gallice MAHOT-COCHON. »

« LE TOUROUTIER de la Guiane. (PLANCHE 279.)
Cet arbre eſt un des plus grands & des plus conſidérables de la Guiane. Son tronc s'élève a cinquante ou ſoixante pieds & plus de hauteur, ſur quatre à cinq pieds de diamètre. Son écorce eſt rouſſâtre, épaiſſe, filandreuſe. Son bois eſt blanchâtre, peu compacte. Il pouſſe à ſon ſommet des branches qui s'élèvent fort haut, & d'autres qui ſe répandent horiſontalement ; elles ſont rameuſes, chargées de feuilles alternes, portées ſur de longs pédicules, gros & renfles a la naiſſance de la feuille, convexes en deſſous & applatis en deſſus, accompagnes à leur baſe de deux stipules qui tombent. 
Ces feuilles ſont entières, vertes en deſſus, couvertes en deſſous d'un très léger duvet de poil rouſſâtre, & après au toucher. Elles ſont ovales, terminées en pointe. Les plus grandes ont un pied & plus de longueur, ſur ſix à ſept pouces de largeur. Elles ſont partagées par une nervure longitudinale, ſaillante, qui, des le bas, en jettent de latérales également ſaillantes. 
Les fleurs naiſſent ſur de groſſes & grandes panicules éparſes, dont les branches & les rameaux ſortent chacun de l'aiſſelle d'une écaille. Les ages de ces panicules ſont rangées les unes au deſſus des autres, alternativement, autour de l'extrémité des rameaux, au deſſous d'un jeune bourgeon. Chaque fleur a ſon petit pédoncule particulier, à la baſe duquel eſt une petite écaille. Ce pédoncule eſt terminé par un.bouton qui, en s'épanouiſſant, ſe diviſe en cinq parties longues, ovales & aiguës, jaunes en dehors, & de couleur rougeâtre en dedans : du centre de ces diviſions, qui eſt concave & charge de poils, s'élève un pivot qui porte à ſon ſommet un disque en forme de coupe, velu intérieurement & extérieurement, découpé en cinq dentelures fourchues auxquelles ſont attachées les anthères qui ſont au nombre de dix, deux ſur chaque dentelure. 
Le piſtil, qui occupe le centre de ce diſque, eſt un ovaire à quatre ou cinq côtés arrondis, convexes, hériſſées de poils roux, ſurmonté d'un style courbe, terminé par un stigmate à cinq rayons. 
L'ovaire devient un fruit compoſé de trois, quatre ou cinq capſules qui ſe ſéparent, s'écartent &r ont chacune un petit pédoncule. Les découpures du diſque, les poils dont il étoit chargé, perſiſtent, s'allongent, groſſiſſent, deviennent coriaces, rouſſâtres, & forment enſemble une groſſe houppe qui couvre la baſe des capſules. Ces capſules ſont convexes ſur deux faces, & un peu comprimées, courbées en demi-cercle du côte extérieur ; & le côte oppoſé eſt preſque tire en ligne droite, depuis ſa pointe juſqu'au pédoncule. Cette capſule, qui eſt épaiſſe, fermé, coriace, s'ouvre en deux valves par le côte extérieur & demi-circulaire. Elle eſt remplie de poils roux, roides, fins, piquans, qui enveloppent & couvrent quatre ou cinq graines ovoïdes, noires, qui ſont attachées au bord intérieur qui eſt oppoſé a celui par lequel elles s'ouvrent. 
L'on a groſſi le calice, un ſommet d'étamine, l'ovaire. La fleur & la graine ſont de grandeur naturelle, de même que les poils qui ſont à la baſe des capſules. A l'égard des capſules elles ſont diminuées des deux tiers. 
Les Galibis & les Garipons ſont des cordes & de gros rubans avec les filaments intérieurs de l'écorce de cet arbre. 
On ne petit manier les fruits ouverts ſans être tourmente par les poils qui sen échappent, & qui cauſent une démangeaiſon inſupportable. 
Cet arbre eſt nommé TOUROU-TOUROU par les Galibis ; IVIRA par les Garipons ; MAHOT COCHON par les Créoles de S. Domingue. 
Je l'ai trouvé dans les grandes forêts de la Guiane, au deſſus du premier ſaut en deſcendant la rivière de Sinémari. 
II étoit en fleur dans le mois d'Octobre, & enſuite je l'ai obſervé en fruit dans le mois de Mai, ſur les bords de la crique des Galibis. »